# Gaston Browne
Gaston Alphonso Browne (* 9. února 1967 Saint John's) je politik a bankéř z Antiguy a Barbudy.
Pochází z chudinské čtvrti Point a vyrůstal u prababičky v Greys Farm. Po dokončení střední školy odešel studovat na Manchesterskou univerzitu, kde získal titul Master of Business Administration. Po návratu do vlasti pracoval jako manažer ve Swiss American Banking Group, Antigua Pier Group a letecké společnosti LIAT. Od roku 1999 byl poslancem antigujského parlamentu za Antigua and Barbuda Labour Party. V roce 2012 se stal předsedou strany a šéfem parlamentní opozice. V červnu 2014 přivedl labouristy k prvnímu volebnímu vítězství od roku 1999, jeho strana obsadila 14 ze 17 parlamentních křesel. Browne byl jmenován nejmladším předsedou vlády v historii země a stal se také ministrem financí. Premiérský úřad obhájil ve volbách v letech 2018 a 2023.
Během jeho působení ve funkci ostrov Barbuda zasáhl hurikán Irma, který způsobil značné hospodářské škody odhadované na sto milionů amerických dolarů. Browne organizoval evakuaci a vyjednal s Agenturou Spojených států amerických pro mezinárodní rozvoj vyslání humanitární pomoci.
V letech 2014 a 2021 byl Browne předsedou Karibského společenství a pokoušel se řešit vnitropolitickou krizi na Haiti. V roce 2023 požadoval po britské vládě odškodné za období otrokářství a zmínil se také o plánu vypsat referendum o tom, zda má být Antigua a Barbuda vyhlášena republikou.
Jeho manželkou je o 24 let mladší politička a právnička Maria Bird-Browneová, vnučka prvního premiéra nezávislé Antiguy a Barbudy Vere Birda a neteř jeho nástupce Lestera Bryanta Birda. Mají spolu syna a dceru.